# Neopachygaster intermedia
Neopachygaster intermedia är en tvåvingeart som först beskrevs av Nina Krivosheina 1965.  Neopachygaster intermedia ingår i släktet Neopachygaster och familjen vapenflugor. Inga underarter finns listade i Catalogue of Life.